# Бутовый камень

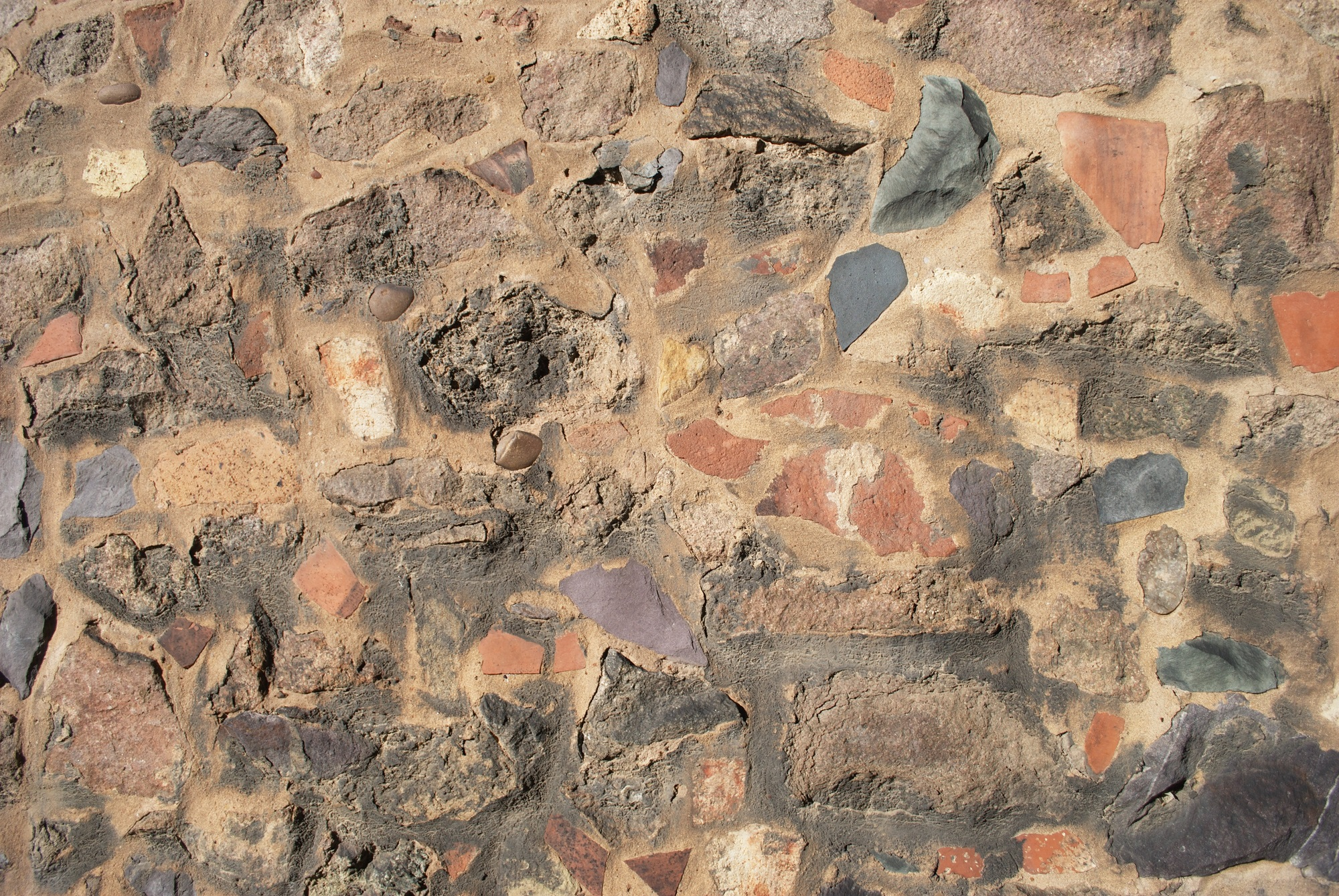

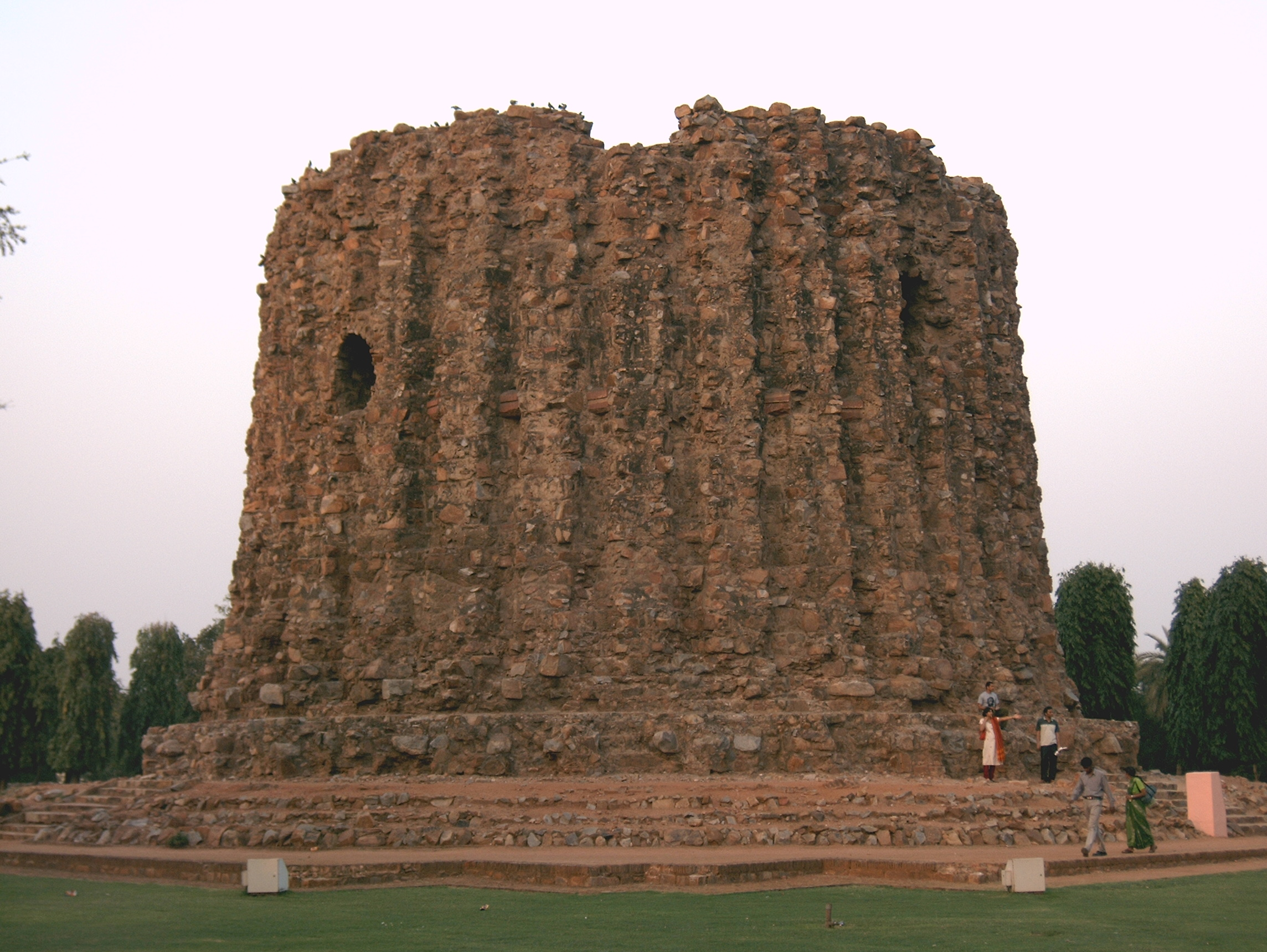
Незавершённая бутовая постройка в Дели

Бут (бутовый камень) — куски природного камня неправильной формы, получаемые при разработке горных пород.
Обычно бутовый камень имеет неровную форму и различный размер, к его качеству предъявляются определённые требования в отношении размеров, прочности, морозостойкости и водостойкости. Размер любой из сторон отдельного камня должен быть в пределах 150—500 мм, вес — 50 кг. Используемый для строительства камень должен быть чистым, без трещин и расслоений. Для гидротехнических сооружений используется камень с размерами сторон до 30 см и весом до 30 кг.

## Классификация
Добывают бутовый камень на месторождениях осадочных, магматических и метаморфических пород, и, в зависимости от метода добычи, получают:
- Постелистый (путём выемки слоистых пород);
- Бут-плитняк (выкалыванием из слоёв осадочных и метаморфических пород);
- Рваный (взрыванием целого пласта магматической породы).

По сферам использования бутовый камень можно разделить на два вида:
- Промышленный. Материал, используемый для возведения плотин, мостов, дамб, фундаментов промобъектов, инженерных сооружений, устройства и ремонта автомобильных дорог. Добывается буровзрывным способом. ГОСТ 22132-76, принят 01.01.1977 г., с момента отмены в 1987 году действуют Технические Условия, разрабатываемые производителями.
- Кладочный и декоративный. Добывается вручную путём выемки слоистых пород или выкалыванием из слоёв осадочных и метаморфических пород, поскольку внешний вид и целостность камня имеют значение. Для декоративных целей (отделка фасадов, цоколей, ограждений, обустройство дорожек) выбирают более плоский камень. Как правило, он требует дополнительной обработки. Для кладки используется так называемый постелистый бут и бут-плитняк, которые по форме напоминают кирпич.

Декоративные стенки, фонтаны, клумбы, бордюры, элементы ландшафтного дизайна часто изготавливают именно из такого бута. ГОСТ 4001-2013. Действует с 01.01.2015 г.
Сфера использования бутового камня во многом определяется его параметрами. В их числе:
- Марка материала — характеризует прочность на сжатие, колеблется в диапазоне от М100 до М1400. Самый прочный камень используется для строительства дорог и мостов.
- Морозостойкость — это количество циклов замораживания-оттаивания, которое переносит материал без потери качества. Минимальное количество для бутового камня – 15 циклов. Для районов с преобладанием низких температур используется бут с морозоустойчивостью F300–F400.
- Радиоактивность. Для жилых построек используется бутовый камень первого класса радиоактивности (до 370 Бк/кг), для промышленных допустим второй класс (более 370 Бк/кг).
- Насыпная плотность важна при расчёте количества бутового камня для кладки. Норма колеблется в пределах 1,3–1,9 т/м3 и отражает отношение массы к объёму материала.
- Удельный вес — это масса одного кубического метра камня, она зависит от породы и влияет на стоимость строительного материала.
- Коэффициент уплотнения бутового камня зависит от его фракции и позволяет определиться с его объёмом.

## Применение

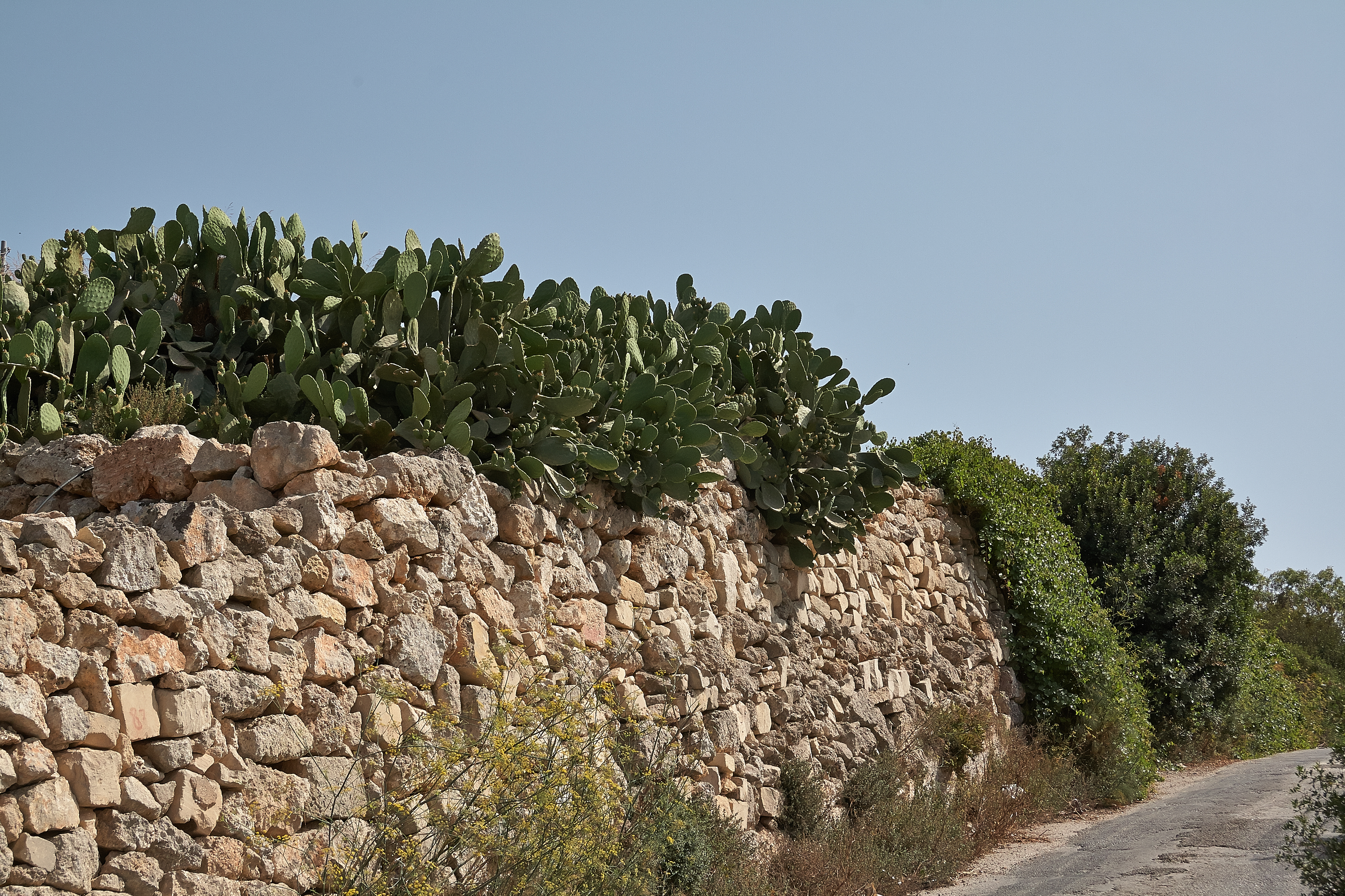
Бутовая стена возле Дингли, Мальта

Применяют для возведения плотин и других гидротехнических сооружений, кладки фундамента и стен неотапливаемых зданий. Большое количество бутового камня перерабатывается в щебень.

## Галерея

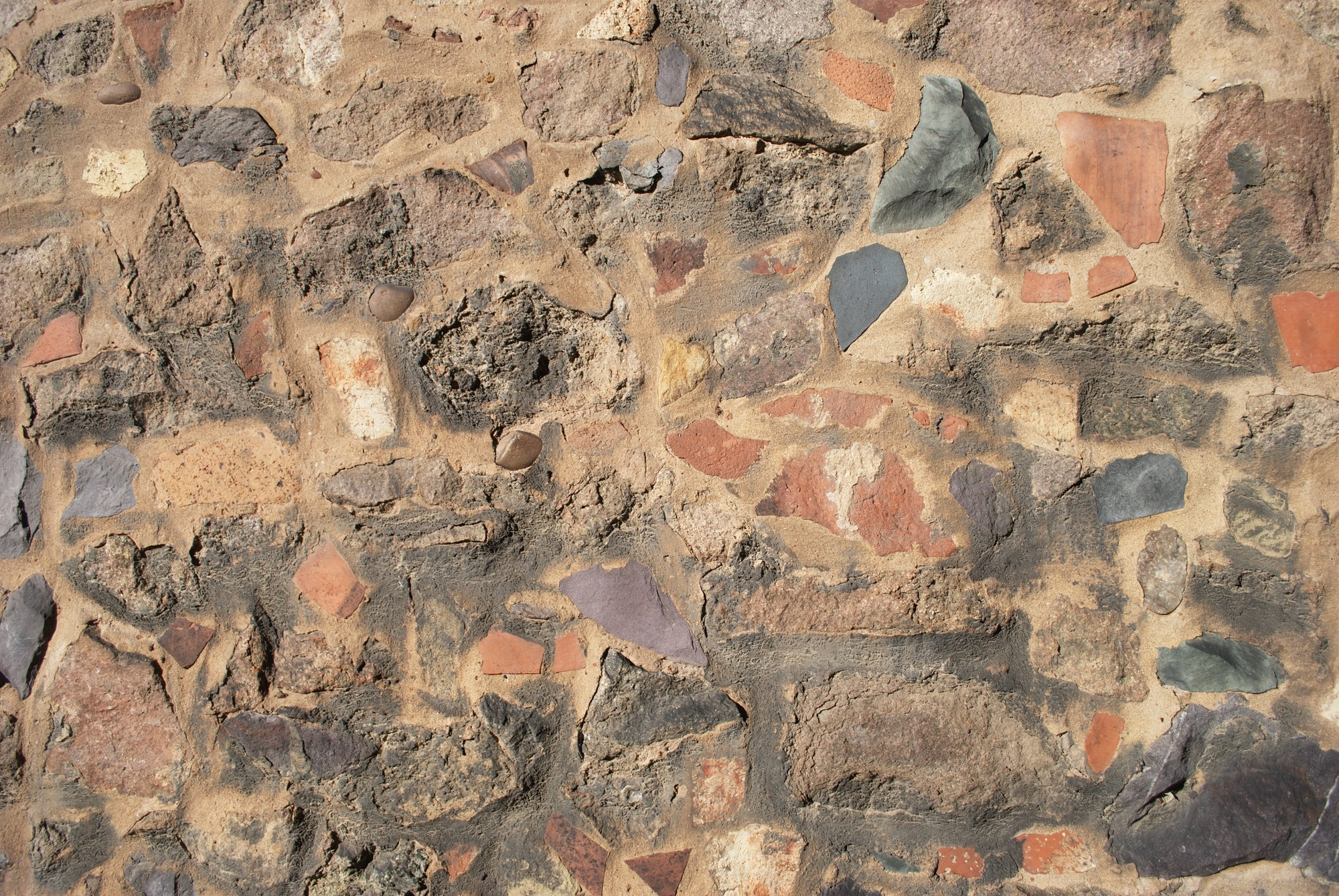
Развалины Ньюарк-хаузес в Лестере, построенном в 1511 году
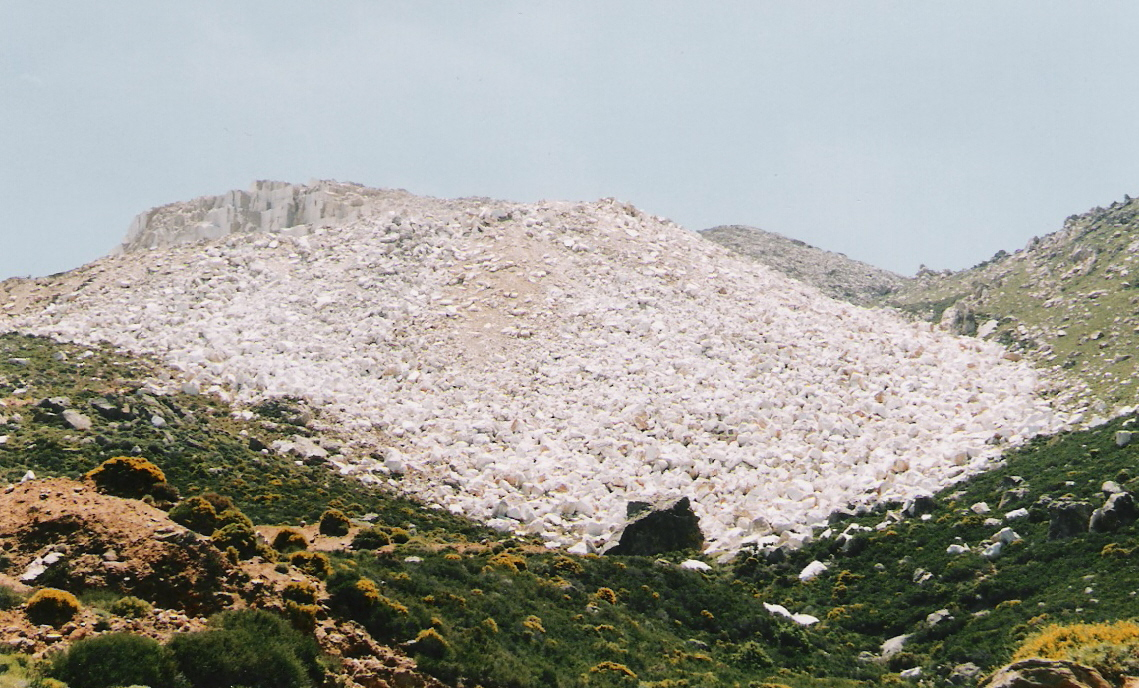
Гора на мраморном карьере на острове Наксос
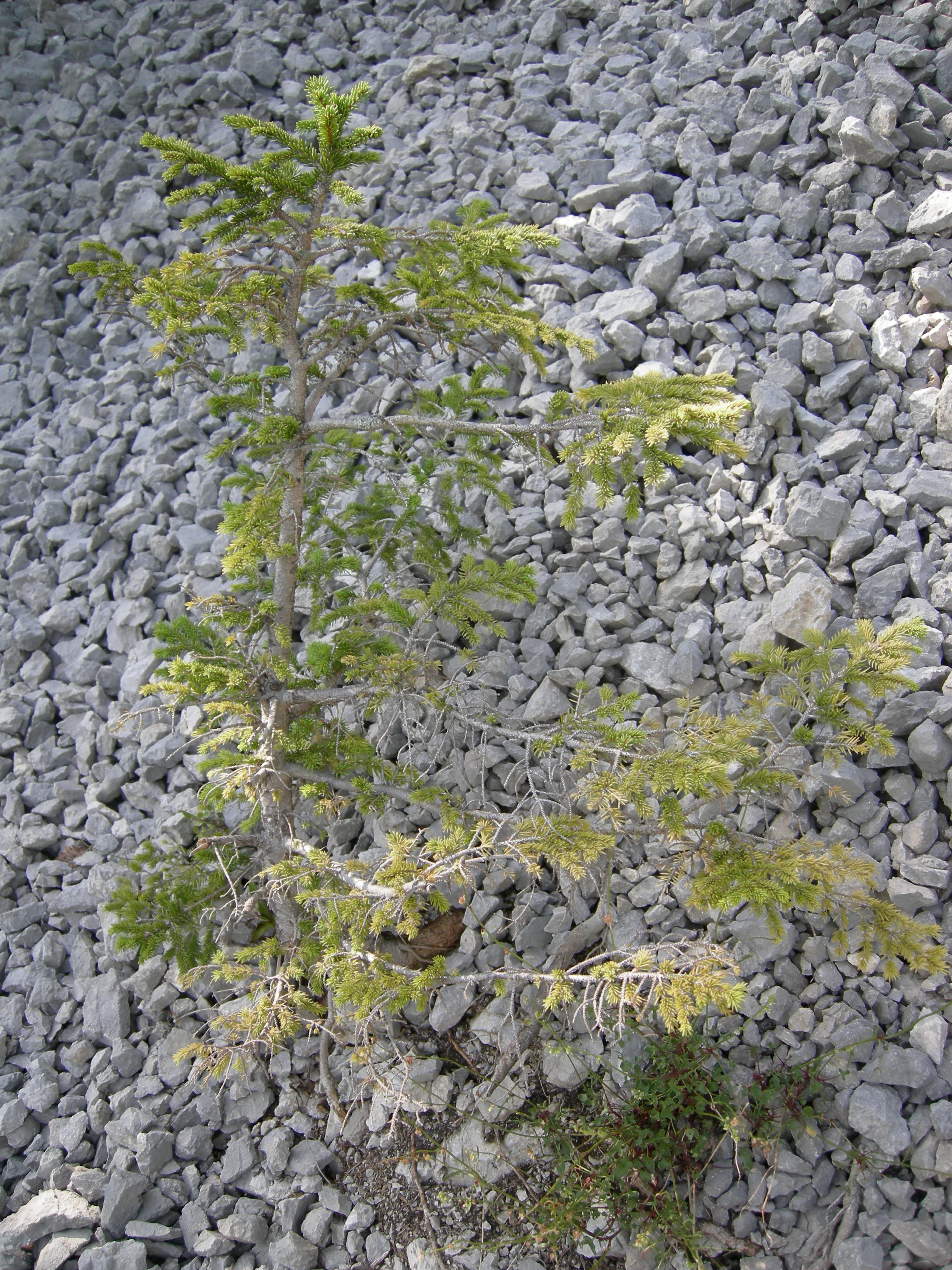
Шуттальде[нем.], Бегунье[англ.]